# Rassemblement des houphouëtistes pour la démocratie et la paix
Le Rassemblement des houphouëtistes pour la démocratie et la paix (abrégé en RHDP) est une coalition de partis politiques ivoiriens, fondée le 18 mai 2005 et transformée en parti le 16 juillet 2018. 
Cette coalition incarne principalement la droite ivoirienne d'obédience houphouëtiste, c'est-à-dire se réclamant de l'idéologie politique du fondateur de la Côte d'Ivoire, Félix Houphouët-Boigny.
En vue de l'élection présidentielle ivoirienne de 2015, les partis de la coalition soutiennent officiellement une candidature unique d'Alassane Ouattara pour un second mandat sous la bannière du RHDP.
En 2018, le RDR et l'UDPCI annoncent la transformation du RHDP en parti politique, mais sans que les autres membres de la coalition ne l'approuvent.

## Composition initiale
Initialement, le RHDP est une formation composée de cinq partis politiques :
- Rassemblement des républicains, parti dont est issu l'actuel président Alassane Dramane Ouattara ;
- Parti démocratique de Côte d'Ivoire, dirigé par Henri Konan Bédié ;
- Union pour la démocratie et la paix en Côte d'Ivoire, dirigé par Albert Toikeusse Mabri ;
- Mouvement des forces d’avenir, dirigé par Ouattara Siaka ;
- Union pour la Côte d’Ivoire, dirigé par Anicet Brou Yao.

## Historique
Le 16 juillet 2018, la coalition est transformée en parti, composé du RDR et de l'UDPCI et des tendances dissidentes des trois autres partis, et désigne Alassane Ouattara comme président.
Le 26 janvier 2019, le RHDP a organisé son congrès ordinaire.
En août 2020, l'UDPCI quitte le mouvement et rejoint l'opposition, de même que LIDER.
En février 2022, Alassane Ouattara annonce une réorganisation du parti. Gilbert Koné Kafana est nommé à la présidence du directoire du parti. Les deux vice-présidents sont Kandia Camara et Robert Beugré Mambé. Téné Birahima Ouattara, frère du président, est nommé trésorier.
En septembre 2022, Albert Toikeusse Mabri, président de l'UDPCI, annonce le retour de son parti au sein du RHDP.
Les élections municipales et régionales de septembre 2023 sont un large succès pour le RHDP qui obtient 125 (ou 123) des 201 municipalités et 25 des 30 régions (contre 18 lors des élections de 2018). Le RHDP gagne en particulier la région du Moronou, anciennement dirigée par le président du Front populaire ivoirien Pascal Affi N'Guessan, la région du Haut-Sassandra, la région du Gbêkê mais perd la région de la Nawa, anciennement dirigée par Alain-Richard Donwahi,,,.
Le RHDP organise son 2e congrès ordinaire en juin 2025. Le congrès est présidé par Patrick Achi,. Lors de ce congrès, Alassane Ouattara est désigné, par acclamation, candidat du parti à l'élection présidentielle d'octobre 2025. Évariste Meambly, candidat à l'investiture, se voit refuser le droit de s'exprimer,.

## Personnalités
- Alassane Ouattara
- Amadou Gon Coulibaly
- Daniel Kablan Duncan
- Hamed Bakayoko
- Adama Bictogo
- Albert Toikeusse Mabri
- Patrick Achi
- Amadou Soumahoro
- Lanciné Diabi
- Masséré Touré
- Théophile Ahoua N'Doli
- Kandia Camara
- Lancina Karamoko
- Souleymane Diarrassouba
- Anne Désirée Ouloto
- Kobenan Kouassi Adjoumani
- Téné Birahima Ouattara
- Sansan Kambilé
- Vagondo Diomandé
- Nialé Kaba
- Sangafowa Coulibaly
- Amadou Koné
- Adama Coulibaly
- Bruno Nabagné Koné
- Moussa Sanogo
- Laurent Tchagba
- Amedé Koffi Kouakou
- Mariatou Koné
- Kouadio Konan Bertin
- Claude Paulin Danho
- Sidi Tiémoko Touré
- Mamadou Touré
- Siandou Fofana
- Adama Diawara
- Bouaké Fofana
- Epiphane Zoro Bi Ballo
- Belmonde Dogo
- Adama Kamara
- Nasseneba Touré Diané
- Françoise Remarck
- Jean-Luc Assi
- Germain Anouman Ollo
- Ibrahim Bacongo Cissé
- Bernard Kokora N'zi
- Jean-Yves Esso Essis

## Résultats

### Législatives
| Année | Voix      | %     | Rang | Élus      |
| ----- | --------- | ----- | ---- | --------- |
| 2016  | 1 019 057 | 50,26 | 1er  | 167 / 255 |
| 2021  | 1 313 886 | 49,18 | 1er  | 137 / 255 |

### Sénatoriales
| Année | Voix  | %     | Rang | Élus    |
| ----- | ----- | ----- | ---- | ------- |
| 2018  | 4 663 | 78,30 | 1er  | 50 / 66 |